# 엘스펫 그레이
릭스 남작부인 엘스펫 진 그레이(Elspet Jean Gray, Baroness Rix, 1929년 4월 12일 ~ 2013년 2월 18일)는 스코틀랜드 출신의 배우로, 남편 브라이언 릭스와의 파트너십으로 처음 알려졌으며, 1970년대와 1980년대에 많은 텔레비전 역할에 캐스팅되었다. 그녀는 텔레비전 시리즈 캣위즐에서 레이디 콜링포드 역을, 펠리시티 켄달과 함께 텔레비전 시리즈 솔로에서 팔머 부인 역을 맡았다.